# San Casimiro (khu tự quản)
San Casimiro là một khu tự quản thuộc bang Aragua, Venezuela. Thủ phủ của khu tự quản San Casimiro đóng tại San Casimiro. Khự tự quản San Casimiro có diện tích 498 km2, dân số theo điều tra dân số ngày 21 tháng 10 năm 2001 là 22513 người.